# كأس ألبانيا 1989–90
كأس ألبانيا 1989–90 (بالألبانية: Kupa e Republikës 1989-90‏) هو موسم من كأس ألبانيا. أشرف على تنظيمه اتحاد ألبانيا لكرة القدم، وفاز فيه دينامو تيرانا.